# Johann Goldfriedrich
Johann Goldfriedrich (* 21. Juli 1870 in Bautzen; † 21. Dezember 1945 in Leipzig; vollständiger Name: Johann Adolf Goldfriedrich) war Bibliothekar des Börsenvereins der deutschen Buchhändler in Leipzig und Dozent am dortigen Institut für Kultur- und Universalgeschichte.

## Leben
Goldfriedrich studierte Germanistik, Geschichte und Philosophie in Leipzig und wurde dort 1895 promoviert. Von 1896 bis 1903 arbeitete Goldfriedrich als Realschullehrer in Leipzig, bevor er seinen Kriegsdienst ableistete und dann ab dem Sommersemester 1909 am Institut für Kultur- und Universalgeschichte der Universität Leipzig lehrte. Er war eng mit dessen Leiter Karl Lamprecht befreundet und war darüber hinaus mit dessen Nichte verheiratet. 1912 wurde er Leiter des Archivs und der Bibliothek des Börsenvereins.
Als Autor lieferte Goldfriedrich mit seiner 1912 erschienenen „Statistischen Uebersicht der im Gebiete des deutschen Buchhandels erschienenen Bücher und Zeitschriften des Jahres 1908“ einen wichtigen Beitrag zur Buchmarktforschung. Darin analysierte er die Buchveröffentlichungen nach ihren Formaten, der Ausstattung (mit oder ohne Beilagen), des Umfangs und Preises, sowie nach einzelnen Staaten und Städten. Das Werk, das für folgende oder vorhergehende Jahre nicht fortgesetzt wurde, kann als Momentaufnahme der damaligen Produktion dienen.
Außerdem beendete er die vierbändige Reihe über die „Geschichte des deutschen Buchhandels“, die Friedrich Kapp begonnen hatte und die lange Zeit als Referenzwerk für die deutsche Buchhandelsgeschichte galt. Der erste Band war schon 1886 erschienen, Goldfriedrich legte die Bände 2 bis 4 dann zwischen 1908 und 1913 vor.
Einige seiner Unterlagen sind im Deutschen Buch- und Schriftmuseum in Leipzig zugänglich.

## Familie
Goldfriedrich wurde als Sohn des Oberfinanzrates Gustav Adolph Goldfriedrich und dessen Frau Sophie geboren. 1900 heiratete er Ruth Lamprecht, die Tochter des Superintendenten Karl Hugo Lamprecht und Emilie Dreising. Mit ihr hatte er zwei Kinder: Rolf (* 1902) und Hans Christian (* 1903).

## Schriften
- Die Bedeutung der Kantischen Aesthetik. Schmidt, Leipzig 1895 (= Philos. Diss.)
- Kants Ästhetik. Geschichte. Kritisch-erläuternde Darstellung. Einheit von Form und Gehalt. Philosophischer Erkenntniswert. Strübig, Leipzig 1895.
- mit Friedrich Kapp: Geschichte des deutschen Buchhandels. 4 Bände und 1 Registerband. Verlag des Börsenvereins der Deutschen Buchhändler, Leipzig 1886–1923:
  - Geschichte des deutschen Buchhandels vom Westfälischen Frieden bis zum Beginn der klassischen Litteraturperiode (1648–1740) (= Geschichte des deutschen Buchhandels, Band 2.). Börsenverein, Leipzig 1908; urn:nbn:de:s2w-7233
  - Geschichte des deutschen Buchhandels vom Beginn der klassischen Litteraturperiode bis zum Beginn der Fremdherrschaft (1740–1804) (= Geschichte des deutschen Buchhandels, Band 3.). Börsenverein, Leipzig 1909; urn:nbn:de:s2w-7248
  - Geschichte des deutschen Buchhandels vom Beginn der Fremdherrschaft bis zur Reform des Börsenvereins im neuen Deutschen Reiche (1805–1889) (= Geschichte des deutschen Buchhandels, Band 4.). Börsenverein, Leipzig 1913; urn:nbn:de:s2w-7256
- Statistische Uebersicht der im Gebiete des Deutschen Buchhandels erschienenen Bücher und Zeitschriften des Jahres 1908. Börsenverein, Leipzig 1912.